# Association sportive Vita Club
 (mai 2025).
Ne doit pas être confondu avec Vita Club Mokanda ou AS Vita Kabasha.
Maillots
Actualités
La section football de l'AS Vita Club est un club de football congolais basé dans la ville de Kinshasa et fondé en 1935,,.
Le club a remporté la Ligue des champions africaine en 1973, ainsi que de nombreux titres de champion de RD du Congo.
Établi initialement au Stade Reine Astrid, les Bana vea jouent depuis 2008 au Stade des Martyrs. Leur premier match au Stade des Martyrs a eu lieu le 29 novembre 1994. 
Lors de la saison 2023-2024 le stade Tata Raphaël a été de nouveau ouvert pour accueillir le championnat national et le club en a fait son stade officiel,.
Il nourrit une rivalité avec le TP Mazembe, le club lushois. Leur duel, surnommé le Clásico congolais, anime le championnat congolais,.

## Histoire

### Création par Honoré Essabe
La pratique du football tarde à conquérir l'Afrique, et le Congo en particulier. Au début du XXe siècle, Honoré Essabe réunit un groupe pour créér le FC Renaissance, et, par la suite, il devient le premier président du club. On choisit comme couleurs du nouveau club le bleu et le jaune,.
Le club joue d'abord ses matchs au Stade Cardinal-Malula en 1937, puis déménage au Stade Tata Raphaël en 1957. L'équipe obtient de bons résultats, que ce soit en championnat de Léopoldville, dont la première édition a lieu en 1918, ou en Coupe du Congo belge, première compétition nationale, dont la première édition s'est tenue en 1957. L'union de Léopoldville, lors de la première édition du championnat à l'année de la création du club, remporte la compétition deux années consécutives. Les Renais, menés par Essabe, gagnent à la saison suivante et remportent ainsi leur premier trophée officiel. Le club participe à la Coupe de Noël en 1953 dont il est éliminé en demi-finale en perdant contre les Diables noirs de Brazzaville. En 1954, le club arrive jusqu'en finale mais s'incline 1-2 face à Lorraine, un club de Pointe-Noire. Inscrit à la première édition de la Coupe du Congo belge, il s'incline en finale (5-1) face au Saint Eloi de Lubumbashi, qui donne naissance au FC Saint Éloi Lupopo.
En 1939, le nom change et devient AS Diables Rouges, puis en 1942 AS Victoria Club,.

### Declin sous Léon Zangabi Neko (1957 - 1959), Indépendance du Congo (1959-1960)
Le club connaît un premier revers dans leur premier championnat national en 1958. Lors du championnat de Léopoldville, le Vita l'emporte et se qualifie pour le championnat national. Lors de la finale face au Saint Eloi, le club s'incline 5 buts à 1,.
Le 4 janvier 1959, le club rencontre l'AS Mikado dans une rencontre soldée par le score de 3-1 en faveur de Mikado tandis que le meeting de l'ABAKO de Joseph Kasa-Vubu qui devait se dérouler à la place YMCA dans le quartier Renkin est annulé. La défaite concédée était à l'origine des émeutes qui ont emmené le pays à son indépendance. Au total, on rencense 59 morts selon les colons, 120 selon ABAKO,,.
Malgré leur défaite en finale de la coupe du Congo en 1967, le président Luambo engage le coach Pierre Thiago. En 1969, lors de la finale du tournoi quadrangulaire, le club s'incline devant le TP Englebert 6-1 et la même année le club remporte l'AFKIN.

### Les années 1970
Le 6 décembre 1970, Vita jouait contre le Daring au Stade Tata Raphaël. Tex Mbungu joueur du Daring inscrit 3 buts et Raoult inscrit le quatrième. À la reprise, mené 4-0, le club marque quatre buts et revient au score grâce à Luyeye, Kibonge, Mayanga et Mayaula qui inscrit le dernier but de la soirée.

Le 10 décembre 1970, l'AFKIN suspend le Vita à cause de jets de pierres de supporteurs en colère alors que le club était mené 4-0. Cette année-là, le Vita gagne son premier titre national après un report du championnat.
En 1971, le club change de nom et devient AS Vita Club à cause de la Zaïrianisation.
En 1971, le club remporte le Championnat et la Coupe en 1971, 1972, 1973, 1975, 1977.

En 1973, le club dirigé par Franco Luambo et entraîné par Yvon Kalambayi, bat Mighty Jets par forfait au second tour de la Coupe d'Afrique. En quart de finale, le club bat le Stade malien au Mali 3-0 et 4-1 à Kinshasa. En demi-finale aller, le Vita à Kinshasa obtient une victoire 3-0, au retour malgré une défaite 3-1 face aux Léopards Douala le club est qualifié. Le 23 novembre 1973 au Kumasi Sports Stadium, contre l'Asante Kotoko, le match est soldé par un score de 4-2 en faveur des locaux. Le 16 décembre 1973, Vita a besoin d'une victoire de 3-0 pour remporter le titre. Le score finale du match retour est de 3-0, en résultat cumulé 5-4,,,.
Le 17 décembre 1976, le club prend officiellement le statut de club omnisport, avec la création de disciplines telles que le judo, la boxe, le karaté et l'affiliation du club de basket féminin qui été créé en 1971 mais sans être membre du club de 1935. En 1996 sous la direction de Jean-Martin Mboyo Ilombe (père d'Ilombe Mboyo) la section Handball voit le jour, et l'année suivante sous la direction de Grégoire Yombo Kebeji Njila le Volley ball intègre le club omnisport.

### Les années de déclin
Ils sont principalement marqués par la finale de la Coupe des clubs champions en 1981, et 2 titres de champion du Zaïre en 1980 et 1988, 3 Coupe du Zaïre en 1981, 1982 et 1983 et 2 Trophées du Challenge Papa Kalala en 1982 et 1983.
En 1981, Vita a de nouveau atteint la finale de la Coupe des Champions, mais a perdu les deux rencontres contre la Jeunesse sportive de Kabylie (0-5),.
Le 14 juin 1984, V Club joue contre AC Matonge au Stade Reine Astrid quand Bobo perd connaissance en plein match, le numéro 13 historique du club a été enterré au Cimetière de Kintambo.
Le 27 mars 2007, Gabriel Amisi, dit « Tango Four », est placé à la tête du club. Le colonel Emmanuel Tshisekedi s'établit à la tête de la section football.

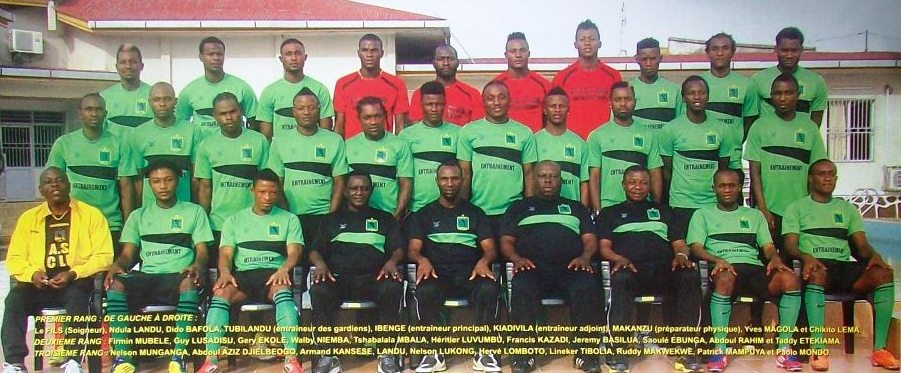
L'équipe de l'AS Vita Club en 2013

Après le départ de Denis Goavec, Florent Ibenge, qui vient de Chine, est placé à la tête du staff technique. Depuis son arrivée, il a joué une finale de Ligue des champions de la CAF en 2014, 2 Ligue 1 en 2015 et 2018, une Supercoupe du Congo en 2015 et une finale de la Coupe de la confédération en 2018.
Le 30 juin 2021, Florent Ibenge est viré du staff technique parce qu'il n'a pas atteint les objectifs de la saison et se fait remplacer par Dominique Cionci,. Dominique Cionci démissionne en novembre 2021 et laisse la place à Raoul Shungu.

La saison 2023-2024 commence par la résiliation de 17 joueurs sur les 45 de l'effectif,, durant la pré-saison le club recrute 28 joueurs pour se lancer dans la course au titre. Dès le début de la saison le club est en baisse après avoir été éliminé de la ligue des champions par 1° de Agosto et encaisse beaucoup d'autres défaites dans le championnat,. En janvier le club fait appel à Abdeslam Ouaddou pour finir la saison en tant qu'entraîneur. Le 15 septembre après une défaite 2-0 en coupe de la confédération contre le club sud-africain Stellenbosch l'entraîneur Abdes démissionne de son poste.

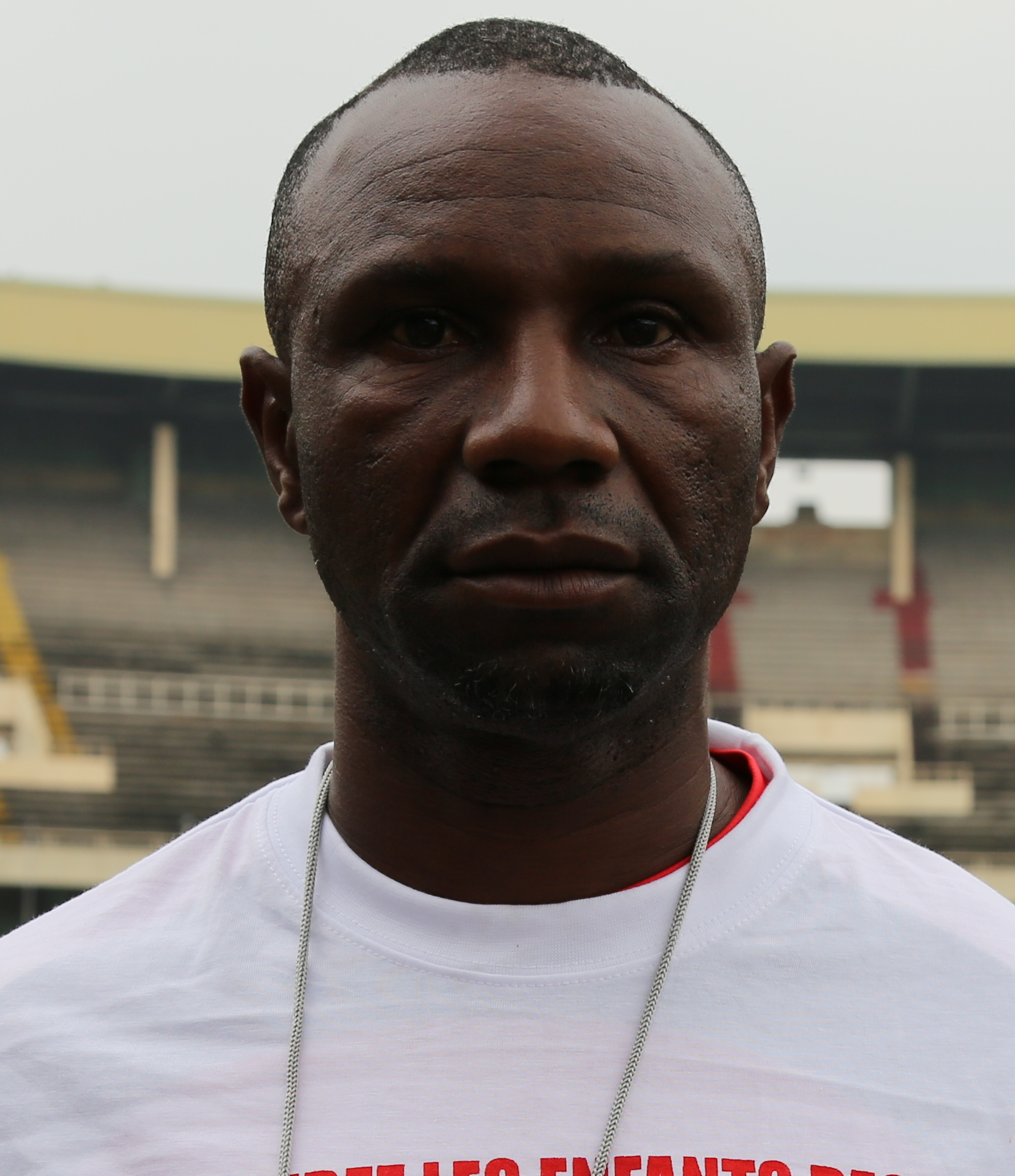
Florent Ibenge, entraîneur entre 2012 et 2021.

## Palmarès
Le Vita est le troisième club plus titré de la RDC avec 26 titres (25 nationaux et 1 international), derrière le TP Mazembe avec 37 titres et le DCMP Imana qui en compte 28.

### Compétitions nationales et internationales
Dans son histoire, le club a gagné une seule compétition internationale et a joué 3 finales dont en 1981, 2014 et en 2018.
En 1970, la coupe nationale a connu plusieurs problème et la fédération désigne Vita Club comme réprésentant à la Coupe des clubs champions africains 1971.
| Compétitions nationales | Compétitions internationales |
| Compétitions actuelles - Championnat de la RD Congo (6), : - Champion : 2003, 2010, 2015, 2018, 2021. - Vice-champion : 2011, 2012, 2013, 2016, 2017, 2019, 2020. - Coupe de la RD Congo (9), - Vainqueur :1971, 1972, 1973, 1975, 1977, 1981, 1988, 2001, 2024 - Finaliste : 1961, 1997 - Supercoupe de la RD Congo (2) - Vainqueur : 2011, 2015 Anciennes compétitions - Challenge Papa Kalala (2) - Vainqueur : 1982, 1983 - Finaliste : 1984 | Compétitions actuelles - Ligue des champions de la CAF - Finaliste : 2014 - Coupe de la confédération - Finaliste : 2018 - Coupe Kagame inter-club - Troisième : 2012 Anciennes compétitions (1) - Coupe des clubs champions africains - Vainqueur : 1973, - Finaliste : 1981 - Coupe de Noël - Finaliste : 1954 |

### Compétitions kinoises
Avant la création du championnat Congolais en 1958, Vita dispute comme compétition régulière le Championnat de Léopoldville. De 1935 (création du club) à 1950, les Bana Vea remportent le championnat à 7 reprises (1937, 1938, 1940, 1942, 1946, 1947 et 1950), non loin devant les neuf couronnes de l'Union sportive de Léopoldville.
Le club participe aussi au championnat kinois qui fut créé en 1917, le club remporta 33 titres depuis sa création. En 2002, le club remporte sa première Supercoupe de Kinshasa.
| Compétitions provinciales |
| - Championnat de Léopoldville (7) : - Champion : 1937, 1938, 1940, 1942, 1946, 1947, 1950 - EPFKIN (26) - Vainqueur : 1953, 1954, 1957, 1958, 1965, 1967, 1969, 1970, 1971, 1974, 1976, 1979, 1984, 1987, 1992, 1993, 1996, 1997, 1998, 2001, 2002, 2004, 2005, 2009, 2010, 2011 - Supercoupe de Kinshasa (3) - 2002, 2005, 2006 |

### Compétitions amicales
Vita a remporté 1 tournois amical, disputé généralement en préparation de pré-saison.
Historiquement, le seul tournoi amical de prestige auquel le club kinois a participé est le Vodacom Challenge, dont il remporte une édition en 2004.
| Compétitions amicales                                                             |
| - Vodacom Challenge (1) - Vainqueur : 2004 - Tournoi de Kigali - Finaliste : 2016 |

### Trophées individuels
| Meilleurs joueurs                                                                       | Meilleures buteurs |
| Joueur interclubs africain de l'année (opérant en Afrique) (1) : - Firmin Mubele (2014) | Meilleurs buteurs Ligue 1 : - Belingo Brazzo (2003) - Serge Lofo Bongeli (2008) - Tady Etekiama (2013) - Jean-Marc Mundele (2018) - Fiston Kalala Mayele (2020) |

## Identité

### Couleurs
Les couleurs Vert et noir sont portées pour la première fois par les joueurs v clubiens lors d'un match en 1942.
Le maillot v clubiens a longtemps été réalisé par l'entreprise textile belge Fura,, remplacée en 2020 par le français Joma. Il reste longtemps vierge de tout sponsor, alors que cet usage se généralise à travers le monde du football professionnel depuis les années 1970. Pendant les années 1980, les difficultés économiques connues par le club alimentent les rumeurs sur la fin de cette spécificité, qui disparaît finalement en 1988 une fois l'équilibre économique retrouvé, lorsque le président Jean Kindoki Ndoki annonce la signature d'un contrat de cinq ans avec Castel Beer. Dix ans plus tard, André Kimbuta signe le premier contrat de sponsoring du maillot avec le savon OMO. Vers 2006 c'est au tour de Skol de s'engager avec le club pour quatre ans. En 2012 le club manque de moyen pour participer à la Coupe Kagame inter-club le réseau de téléphonie Tigo accepte de parrainer le club pour cette compétition. En 2014 la  Rawbank signe avec le club. Pour sa Tombola "Solola Djogo" et "Tembe na Tembe" Primus signe avec le club et 2 autres club de la capitale qui sont DC Motema Pembe et le FC Renaissance. en 2018 la Rawbank revient pour 2 ans.

#### Évolution du maillot
En 2018, le club cherche un équipementier pour la nouvelle saison, des rumeurs disent que le club veut signer avec Puma.
En 2023, le joueur Lema Mabidi met en contact le club avec une firme brésilienne pour la fabrication des maillots avec un nom authentique selon le choix du club, après des mois des négociations ils trouvent un compromis pour lancer la marque Vea

##### Premier maillot
Le premier maillot du club était bleu et jaune lors de sa création en 1935 jusqu'en 1939 où le club a changé de nom et de maillot. En 1939 les couleurs du club deviennent rouge et noir. En 1942 le club devient AS Victoria Club et change de couleur pour se tourner vers le vert et le noir jusqu'à aujourd'hui.

##### Maillot remplaçant
Du fait que deux équipes peuvent avoir des couleurs similaires, les clubs doivent disposer d'un deuxième maillot afin d'éviter des confusions pour l'arbitre, pour les joueurs et pour les spectateurs. Le deuxième maillot est souvent utilisé lors des matchs à l'extérieur.
L'AS Vita Club dispose d'un maillot alternatif depuis 1935. Il s'agit d'un maillot blanc avec des shorts noirs. C'est alors qu'est créé un maillot jaune avec une culotte noir,.

#### Sponsors et équipement sportif
À la fin des années 1980, les difficultés économiques connues par le club alimentent les rumeurs sur la fin de cette spécificité. En 1988, devant les difficultés financières du club, ses dirigeants du club soumettent officiellement la question aux supporters, qui en valident le principe. Le président Jean Kindoki Ndoki surprend les observateurs en annonçant la signature d'un contrat de sponsoring avec Castel Beer, qui prévoit l'inscription du nom de la bière sur les maillots.
| Tous les sponsors du club depuis sa création | Tous les sponsors du club depuis sa création | Tous les sponsors du club depuis sa création | Tous les sponsors du club depuis sa création |
| Période                                      | Équipementier                                | Sponsor principal                            | Autres sponsors                              |
| -------------------------------------------- | -------------------------------------------- | -------------------------------------------- | -------------------------------------------- |
| 1988-1989                                    | Aucun équipementier                          | Castel Beer                                  | Aucun sponsor                                |
| 1998                                         | Aucun équipementier                          | OMO                                          | Aucun sponsor                                |
| 2006-2009                                    | Aucun équipementier                          | Skol                                         | OMO                                          |
| 2010                                         | Aucun équipementier                          | OMO                                          | Skol                                         |
| 2012                                         | Aucun équipementier                          | Tigo                                         | Aucun sponsor                                |
| 2014-2016                                    | Aucun équipementier                          | Rawbank                                      | Aucun sponsor                                |
| 2016-2017                                    | Aucun équipementier                          | Primus                                       | Rawbank                                      |
| 2018                                         | Li Ning                                      | Rawbank                                      |                                              |
| 2018-2020                                    | Fura,                                        | Rawbank                                      |                                              |
| 2020-2021                                    | Joma                                         | Aucun sponsor                                | Baka,                                        |
| 2021-2022                                    | Majestee,.                                   | Aucun sponsor                                | Aucun sponsor                                |
| 2022                                         | Luanvi                                       | Aucun sponsor                                | Africell                                     |
| 2023-2024                                    | Vea                                          | Milvest,                                     | Aucun sponsor                                |
| 2024-2025                                    | Vea                                          | Milvest,                                     | Aucun sponsor                                |
| Puma                                         |                                              | Milvest,                                     | Aucun sponsor                                |

#### Évolution
| \| 1935 - 1939 \| 1939-1942 \| 1942-1957 \| 1957-1960 \| 1960 \| 1963 \| 1968-1970 \| 1970 \| 1971 \| 1973 \| \| 1975-1976 \| 1987-1988 \| 1988-1989 \| 1995 \| 1997 \| 2006 \| 2007 \| 2009 \| 2010 \| 2014-2015 \| \| 2015-2016 \| 2016-2017 \| 2018 \| 2018-2019 \| 2019-2020 \| 2020-2021 \| 2021-2022 \| 2022-2023 \| \| \| |           |           |           |           |           |           |           |      |           |
| 1935 - 1939 | 1939-1942 | 1942-1957 | 1957-1960 | 1960      | 1963      | 1968-1970 | 1970      | 1971 | 1973      |
| 1975-1976 | 1987-1988 | 1988-1989 | 1995      | 1997      | 2006      | 2007      | 2009      | 2010 | 2014-2015 |
| 2015-2016 | 2016-2017 | 2018      | 2018-2019 | 2019-2020 | 2020-2021 | 2021-2022 | 2022-2023 |      |           |

| \| 1968-1970 \| 1975-1976 \| 1981 \| 2006 \| 2009 \| 2014-2015 \| 2015-2016 \| 2016-2017 \| 2017-2018 \| 2018 \| \| 2018-2019 \| 2019-2020 \| 2020-2021 \| 2021-2022 \| 2022-2023 \| \| \| \| \| \| |           |           |           |           |           |           |           |           |      |
| 1968-1970 | 1975-1976 | 1981      | 2006      | 2009      | 2014-2015 | 2015-2016 | 2016-2017 | 2017-2018 | 2018 |
| 2018-2019 | 2019-2020 | 2020-2021 | 2021-2022 | 2022-2023 |           |           |           |           |      |

| \| 1968-1970 \| 2009 \| 2018-2019 \| 2022-2023 \| |      |           |           |
| 1968-1970                                         | 2009 | 2018-2019 | 2022-2023 |

| Fourth          |
| --------------- |
| \| 1968-1970 \| |
| 1968-1970       |

### Écusson

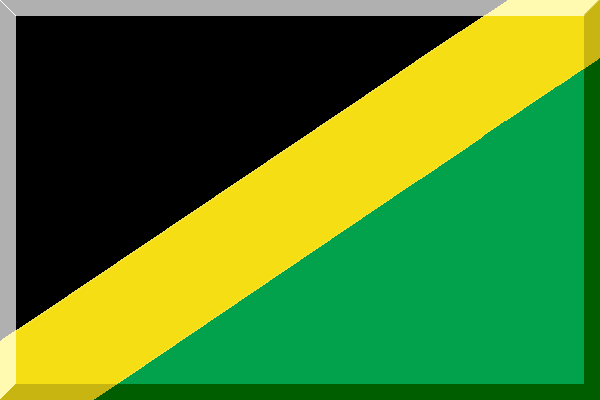
Drapeau de Vita Club.

Ancien Logo
Ancien logo
Logo actuel

### Hymne
Le club a connu plusieurs hymnes officiels au cours de son histoire. Celui qui est actuellement utilisé, connu comme Vea mokonzi ya terrain en français : « Vea maître du terrain », est écrit en 2020. La composition musicale est confiée à Yves Diba-Ilunga.

### Identité socio-politique
Le club rassemble officiellement des supporters de toutes origines, sans distinction politique ou religieuse. Cependant, les historiens et sociologues s'accordent à dire que la majorité des sympathisants de l'AS Vita Club ne le sont pas devenus sans raison sportive, tout en prenant en compte ce que représente le club sur le plan politique et social.
De fait, le club nourrit traditionnellement une attache très forte au pouvoir en place et plus généralement à tout ce qui se rattache au camp du président de la république en place, pour gagner la confiance du peuple en dépit des opposants. Organisation kinoise parmi les plus célèbres dans le monde.

### «Nzombo»
« Nzombo », ou encore « Nzombo le soir » est un terme qui signifie qu’un gain ou un résultat a été obtenu dans les dernières minutes d’un match. Ce terme a longtemps été associé à l'AS Vita Club, eux qui avaient l’habitude, dans des matchs compliqués, de débloquer la situation en toute fin de match. Aujourd’hui, ce terme n’est plus seulement associé aux V-clubiens, mais il est utilisé dans tout le football congolais ainsi que dans les matchs de l'équipe nationale pour désigner un but tardif.

## Infrastructures

### Le Stade des Martyrs et les autres stades
Le club est résident du Stade des Martyrs, un stade de 80 000 places parmi les plus grands au monde, situé dans la commune de Lingwala, à l'est de Kinshasa.

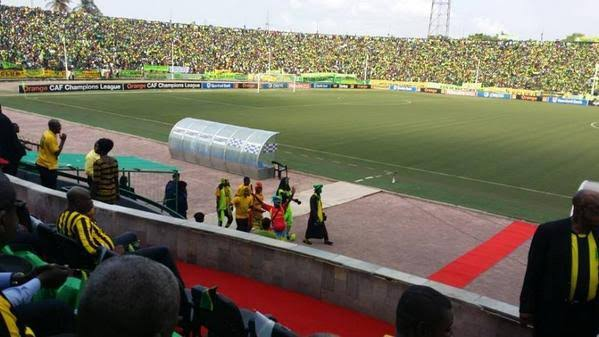
Le Stade Tata Raphaël en 2014

Le club n'a jamais construit de stade à ce jour, il résidait dans le Stade Reine Astrid depuis sa création, et ce jusqu'en 1952, puis change pour le Stade Roi Beaudoin et, enfin, le 29 novembre 1994, V Club joue son premier match au Stade Kamanyola.

### Centre sportif de Kimbondo
La Centre sportif de Kimbondo est le centre d'entraînement du club, baptisé ainsi en hommage au président du club 2007-2020 Gabriel Amisi Kumba. Inauguré le 26 septembre 2017, c'est un ensemble ultramodernes, situé à Mont-Ngafula. Il compte notamment des chambres, une salle de réunion, une cuisine, un refectoire, la salle de musculations est installée dans un autre bâtiment de ce centre qui dispose également de deux terrains de football, d'un terrain de basket, de Handball et d'une piscine.
La cité reçoit aussi les pensionnaires du centre de formation depuis sa création.

## Aspects juridiques et économiques

### Statut juridique et légal
De la même façon que le TP Mazembe et le DC Motema Pembe, Vita est une société à résponsabilité limitée, dont il n'est pas possible d'acheter la propriété, comme c'est le cas des autres clubs enregistrés en tant que sociétés anonymes, mais seulement d'en devenir adhérent.

### Éléments comptables
Le tableau ci-dessous résume les différents budgets prévisionnels de l'AS Vita Club saison après saison.
| Saison | 2007-2008 | 2009-2010 | 2010-2011 | 2013-2014 | 2015-2016 | 2016-2017 | 2017-2018 | 2018-2019 | 2020-2021 | 2021-2022 | 2022-2023 |
| Budget | 2 M$      | 1,926 M$, | 4,847 M$, | 1,293 M$  | 1,5M$     | 6 M$      | 6 M$      | 5 M$      | 3,145M$   | 4M$       | 8M$       |

### Transferts
Le club connais un problème financier durant les années 2010. Entre 2015 et 2019 le club a vendu plus de 25 joueurs ce qui a été soulevé à l'assemblée générale ordinaire 2019.
| Ce tableau contient les ventes records du club |       |                    |         |                   |
| Rang                                           | Année | Joueur             | Montant | Destination       |
| 1er                                            | 1992  | Hervé Nzelo-Lembi  | 400 k€  | KSC Lokeren       |
| 2e                                             | 2019  | Mustapha Ava Dongo | 350 k€  | Royal Antwerp     |
| 3e                                             | 2018  | Noël Mukoko        | 332 k€  | Ittihad Tanger    |
| 4e                                             | 2019  | Glody Ngonda       | 300 k€  | Dijon FCO         |
| 5e                                             | 2019  | Fabrice Ngoma,     | 268 k€  | Raja Casablanca   |
| 6e                                             | 2022  | Glody Lilepo       | 200 k€  | Al Hilal Omdurman |
| 7e                                             | 2015  | Issoufou Dayo      | 190 k€  | RS Berkane        |
| 8e                                             | 2024  | Elie Mpanzu        | 183 k€  | Simba SC          |
| 9e                                             | 2015  | Yunus Sentamu      | 180 k€  | CS Sfaxien        |
| 10e                                            | 2020  | Yannick Bangala    | 100 k€  | FAR Rabat         |

| Ce tableau contient les achats records du club |       |                      |         |                     |
| Rang                                           | Année | Joueur               | Montant | Destination         |
| 1er                                            | 2015  | Ernest Sugira        | 115 k€  | AS Kigali           |
| 2e                                             | 2015  | Bernard Morisson     | 112 k€  | Ashanti Gold SC     |
| 3e                                             | 2020  | Ricky Tulenge        | 91 k€   | Difaâ El Jadida     |
| 4e                                             | 2014  | Yunus Sentamu        | 87 k€   | Vipers SC           |
| 5e                                             | 2001  | Pitshu Matumona      | 58,8 k€ | CS Style du Congo   |
| 6e                                             | 2016  | Ongkabetse Makgantai | 42 k€   | Orapa United FC     |
| 7e                                             | 2023  | Mike Dombo,          | 28 k€   | Manzini Sundowns FC |
| 8e                                             | 2013  | Firmin Mubele        | 14 k€   | AC Rangers          |
| 9e                                             | 2013  | Francis Kazadi       | 11 k€   | AC Rangers          |
| 10e                                            | 2017  | Mukoko Tonombe       | 10 k€   | FC Renaissance      |

## Personnalités historiques du club

### Joueurs emblématiques
Fondé par un groupe de congolais, l'équipe comporte à l'origine une majorité de joueurs congoalais et Belge, parmi lesquels Honoré Essabé, le fondateur. Le club s'intègre cependant rapidement à la vie locale, et très vite ce sont surtout des joueurs congolais qui marquent l'histoire du club, tels que les attaquants Mafu Kibonge (1973-1980) et Ricky Mavuba (1968-1982) ou encore Jean Kembo uba Kembo (1967-1980), et qui le mènent notamment à une grande période de succès dans les années 1970.
À la fin de la décennie, le recrutement de l'attaquant Mayanga Maku (1968-1982) puis de l'attaquant Pierre Ndaye Mulamba (1973-1981) conduisent le club à de nouveaux titres nationaux et à la victoire de la Coupe des clubs champions africains.
En 2012 le club achète pour la première fois des joueurs sud-américain, deux brésilien dont Rodrigo Vidal Godoi de Oliveira et Vitor Castro (en) venu après le match amical entre Vita et Madureira EC,.

#### Joueurs les plus titrés
Les joueurs ayant remporté le plus de titres de champion de la RDC sont Ricky Mavuba (1968-1982) et Jean Kembo uba Kembo (1967-1980) avec 7 titres.

### Joueurs internationaux
Avec le TP Mazembe, Vita a historiquement accueilli les meilleurs joueurs congolais et fait partie des clubs qui fournissent le plus de footballeurs à l'équipe de la RDC. Le joueur de Vita qui a le plus souvent évolué avec la sélection nationale est l'attaquant Zola Matumona, avec 53 matchs. Le milieu de terrain Firmin Mubele (45).
Par conséquent, un certain nombre de joueurs du Vita a remporté des titres majeurs avec leur sélection. En 1968, l'équipe congolaise qui remporte la Coupe d'Afrique des nations compte trois joueurs du Vita, tous titulaires : le défenseur Salomon Mange, ainsi que les milieux de terrain Mafu Kibonge et Jean Kembo uba Kembo.

#### Joueurs ayant été sélectionné pour une Coupe du monde alors qu'ils jouaient pour Vita Club
- Florian Lobilo (1974)
- Jean Kembo uba Kembo (1974)
- Albert Tubilandu (1974)
- Pierre Ndaye (1974)
- Adélard Mayanga (1974)
- Joseph Kibonge (1974)
- Ricky Mavuba (1974)
- Jean Kalala N'Tumba (1974)

### Meilleurs buteurs en compétitions officielles
Depuis 1981, le meilleur buteur de l'histoire du Vita est Pierre Ndaye Mulamba, avec 116 buts inscrits à ce jour en matchs officiels.
| Rang | Joueurs                  | Période                 | Buts |
| ---- | ------------------------ | ----------------------- | ---- |
| 1    | Pierre Ndaye Mulamba     | 1973-1981               | 116  |
| 2    | Taddy Etekiama           | 2012-2019 et 2022 -2023 | 72   |
| 3    | Jean-Marc Makusu Mundele | 2015-2016 et 2018-2022  | 64   |
| 4    | André Assaka             | 1954                    | 54   |
| 5    | Héritier Luvumbu         | 2013-2017               | 48   |
| 6    | Yunus Sentamu            | 2014-2015               | 37   |
| 7    | Firmin Mubele            | 2013-2015               | 36   |
| 8    | Monduone N'Kama          | 1980–1986               | 33   |
| 9    | Serge Lofo Bongeli       | 2008-2010               | 26   |
| 10   | Guy Lusadisu             | 2014-2017               | 24   |

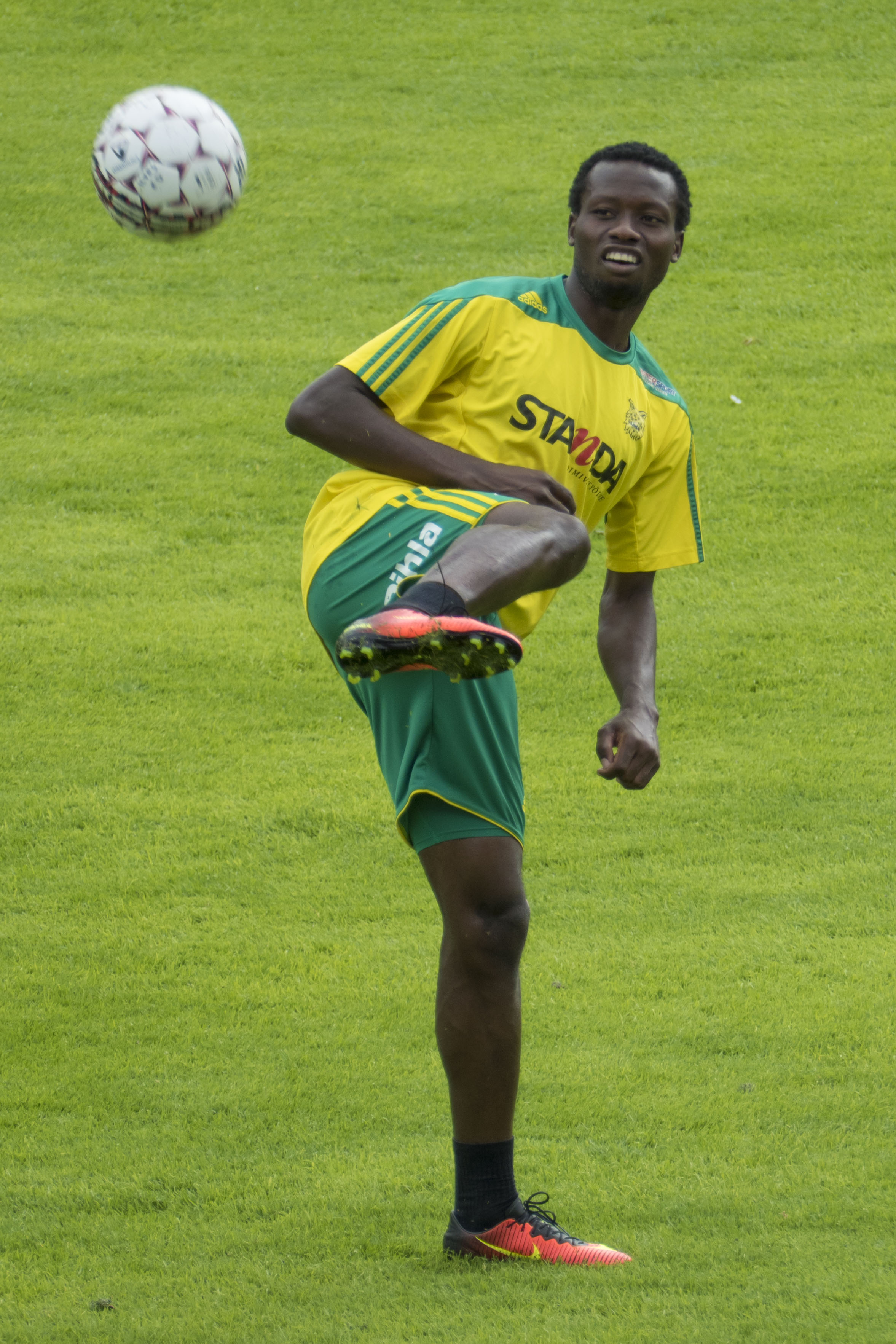
Yunus Sentamu, joueur évoluant au club de 2014 à 2015
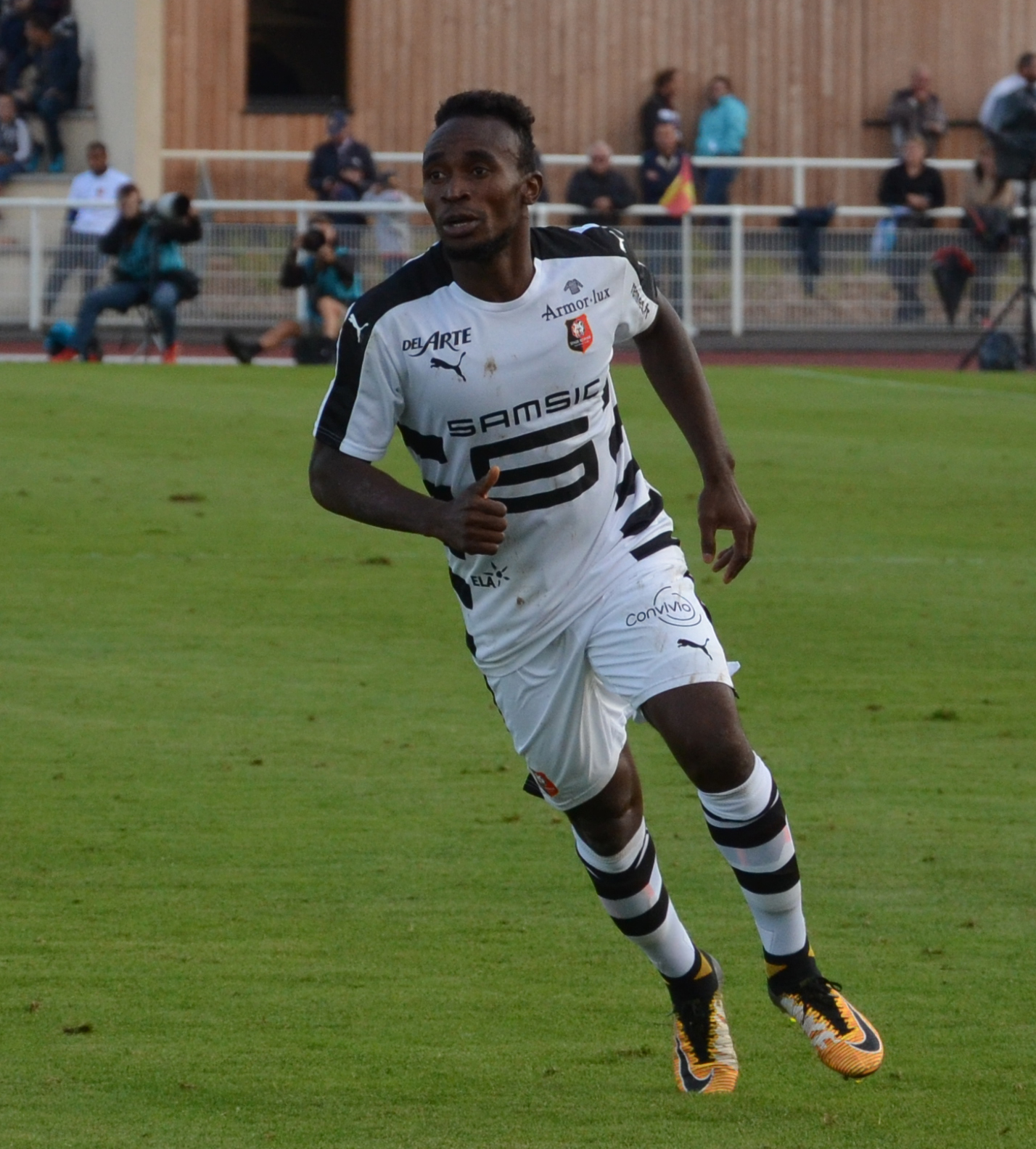
Firmin Mubele, joueur évoluant au club de 2013 à 2015

### Joueurs les plus capés en compétitions officielles
| Rang | Joueurs                   | Période                | Matches |
| ---- | ------------------------- | ---------------------- | ------- |
| 1    | Nelson Lukong             | 2009-2023              | 487     |
| 2    | Pierre Ndaye Mulamba      | 1973-1981              | 224     |
| 3    | Héritier Luvumbu          | 2013-2017              | 153     |
| 4    | Firmin Mubele             | 2013-2015              | 123     |
| 5    | Djo Issama                | 2011-2013 et 2023-2024 | 115     |
| 6    | Jean-Marc Makusu          | 2015-2016 et 2018-2022 | 98      |
| 7    | Joyce Lomalisa            | 2013-2017              | 94      |
| 8    | Yunus Sentamu             | 2014-2015              | 90      |
| 9    | Cyrille Mubiala Kitambala | 2000-2003              | 88      |
| 10   | Paulin Tokala Kombe       | 1997-2000              | 85      |

### Capitaines
| #  | Nom             | Période   |
| -- | --------------- | --------- |
| 1  | Mafu Kibonge    | 1965-1980 |
| 2  | Guygo Lipopo    | 1986-1989 |
| 3  | Serge Lofo      | 2008-2010 |
| 4  | Guy Lusadisu    | 2014-2017 |
| 5  | Nelson Munganga | 2017-2019 |
| 6  | Nelson Lukong   | 2019      |
| 7  | Yannick Bangala | 2020      |
| 8  | Patou Ebunga    | 2021-2023 |
| 9  | Djo Issama      | 2023      |
| 10 | Kevin Tapoko    | 2024      |
| 11 | Patou Ebunga    | 2025      |

### Entraîneurs
| #  | Nom                | Période               |
| -- | ------------------ | --------------------- |
| 1  | Matei              | 1960                  |
| 2  | M.Desacres,        | 1965-1967             |
| 3  | Thiago Pierre      | 1967-1968             |
| 4  | Édouard Akwete     | 1968-1971             |
| 5  | Yvon Kalambayi     | 1971-1975             |
| 6  | Albert Mayama      | 1980                  |
| 7  | Yvon Kalambayi (2) | 1981-1983             |
| 8  | Édouard Akwete (2) | 1983-1987             |
| 9  | Serguei Kochkin    | ??-??                 |
| 10 | Jorge Martinez     | ??-??                 |
| 11 | Florian Dengaki    | ??-??                 |
| 12 | Mohamed Magassouba | 1993                  |
| 13 | Théophile Abong    | 1993-29 novembre 1994 |
| 14 | Albert Mayama      | 1994-1995             |
| 15 | Bruno Bla,         | 1995                  |
| 16 | Louis Watunda      | 1995-1996             |

| #  | Nom                     | Période                 |
| -- | ----------------------- | ----------------------- |
| 17 | Celio Barros,           | 1996-1997               |
| 18 | Tambwe Zedia            | 1997                    |
| 19 | Tamundele Liseke        | 1997-1999               |
| 20 | Pathy Lokose            | 2000-2001               |
| 21 | Martin Koopman          | 2001                    |
| 22 | Albert Kambala          | 2002                    |
| 23 | Pathy Lokose (2)        | 2002                    |
| 24 | Guillaume Ilunga        | 2002-2003               |
| 25 | Louis Watunda (2)       | 2004                    |
| 26 | Bibey Mutombo           | 2005-2006               |
| 27 | Ambroise Luende         | 2006-2007               |
| 28 | Christian N'sengi       | avril 2007-4 jul 2007   |
| 29 | Musangi Mulumba         | jul 2007-oct 2007       |
| 30 | Bibey Mutombo (2),      | décembre 2007-mars 2008 |
| 31 | Diego Romano (interim), | mars 2008-jun 2008      |
| 32 | Aboubakar Ouattara (en) | jun 2008-février 2009   |

| #  | Nom                       | Période                           |
| -- | ------------------------- | --------------------------------- |
| 33 | Chris O'Loughlin          | février 2009-oct 2009             |
| 34 | Joseph Mukeba             | août 2009-décembre 2009           |
| 35 | Raoul Shungu              | décembre 2009-novembre 2010       |
| 36 | Luc Eymael,               | décembre 2010-mars 2011           |
| 37 | Chris O'Loughlin (2)      | mars 2011-oct 2011                |
| 38 | Denis Goavec,             | décembre 2011-avril 2012          |
| 39 | Médard Lusadusu,          | Mai 2012-décembre 2012            |
| 40 | Florent Ibenge,           | décembre 2012-jun 2021            |
| 41 | Dominique Cionci,         | août 2021-novembre 2021           |
| 42 | Raoul Shungu (2)          | novembre 2021-11 janvier 2024     |
| 43 | Abdeslam Ouaddou,         | 11 janvier 2024-15 septembre 2024 |
| 44 | Youssoupha Dabo           | 3 oct 2024-10 avril 2025          |
| 45 | Bruno Ferry               | 10 avril 2025-30 avril 2025       |
| 46 | Pascal Grosbois (interim) | 30 avril 2025-23 mai 2025         |
| 47 | Léon Makanzu              | 23 mai 2025-7 juillet 2025        |
| 48 | Saber Ben Jabria          | 7 juillet 2025 -                  |

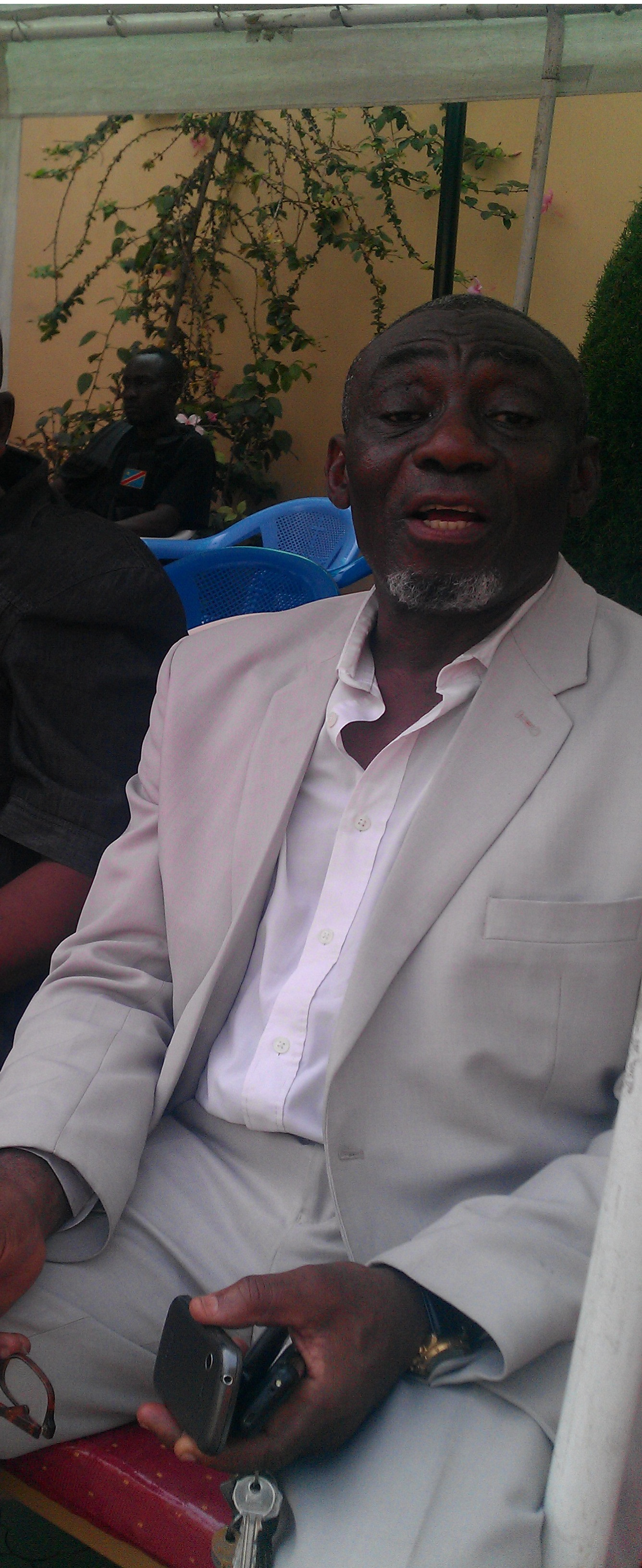
Yvon Kalambay, l'entraîneur qui a conduit le club à son premier sacre continental en 1973
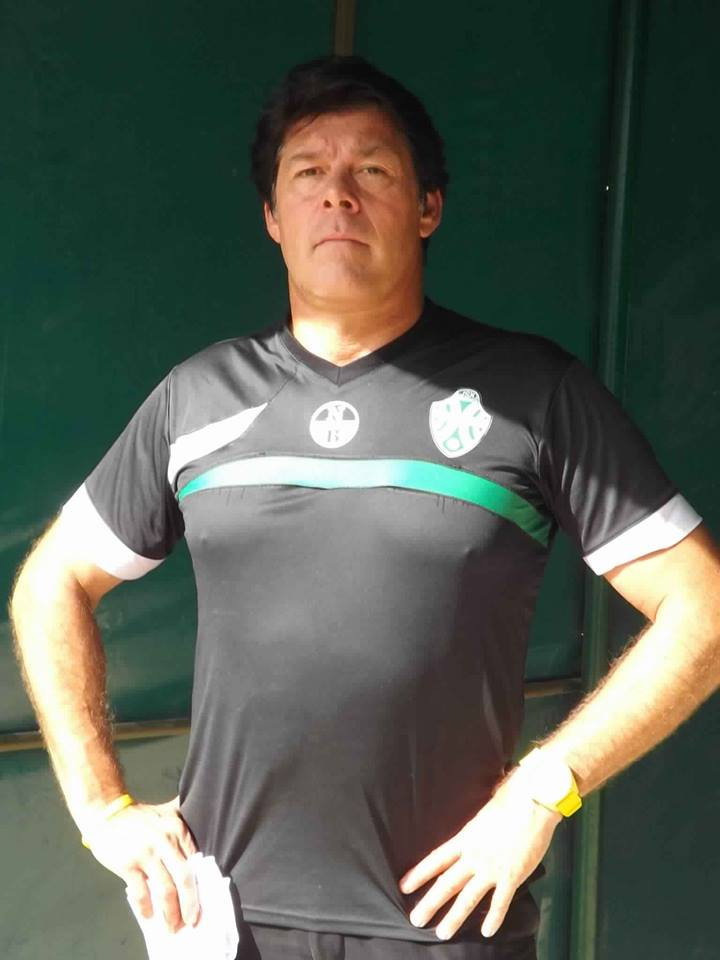
Luc Eymael, vainqueur de la Super Ligue 2010
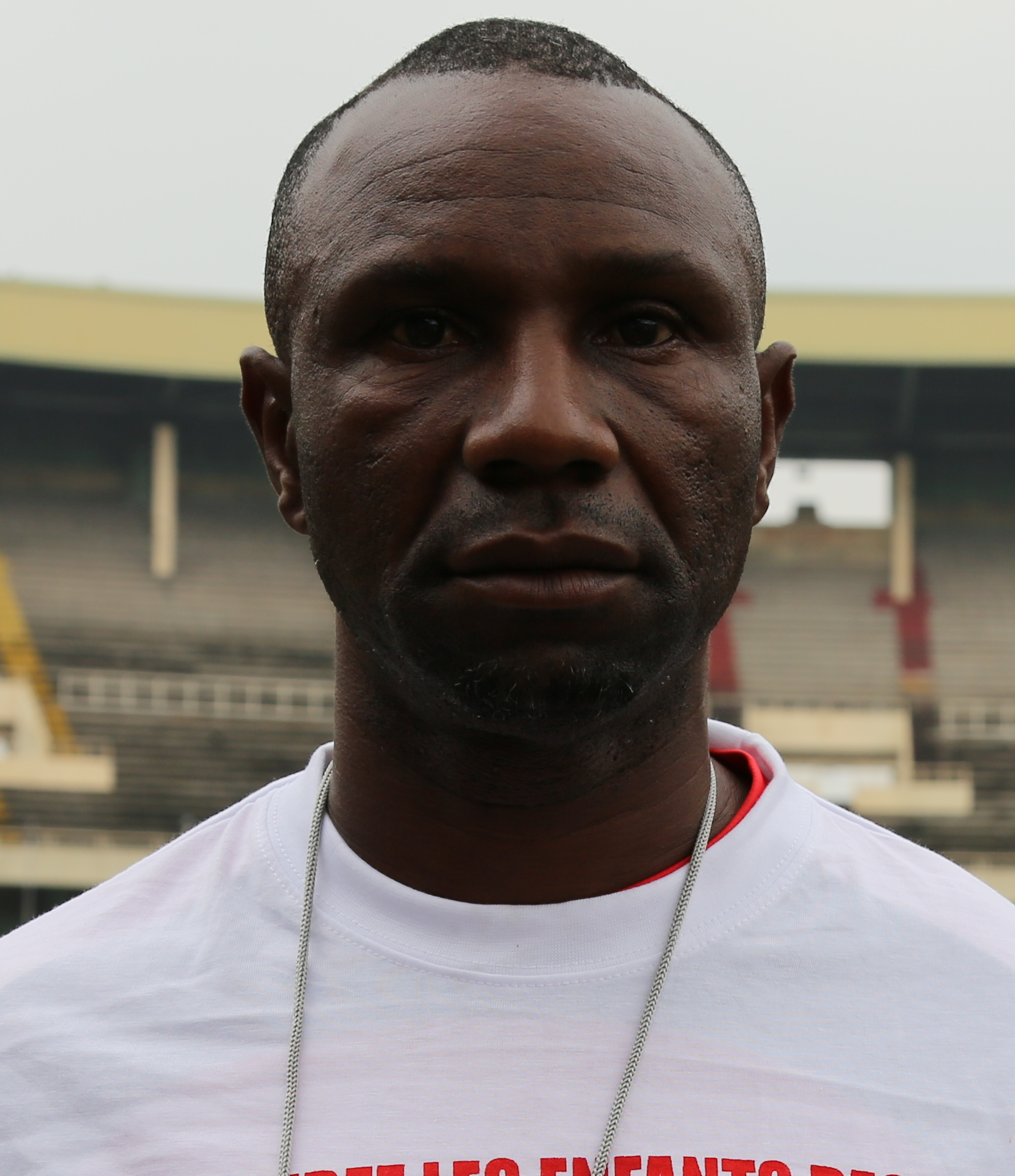
Florent Ibenge, entraîneur de 2012-2021
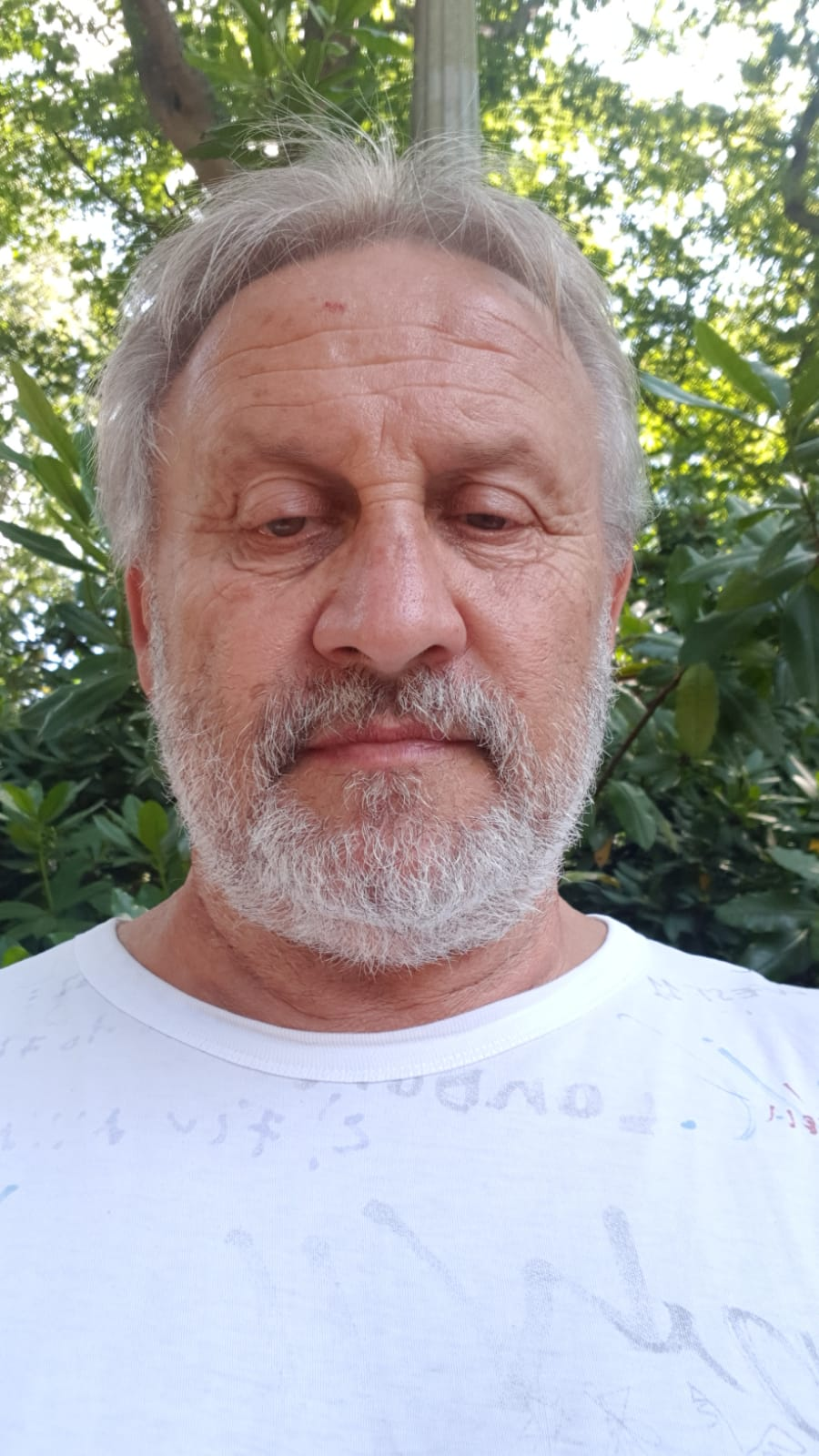
Dominique Cionci dirige le club entre août 2021 et novembre 2021

### Présidents
| N° | Nom                                 | Année     |
| -- | ----------------------------------- | --------- |
| 1  | Honoré Essabé                       | 1935-1949 |
| 2  | Édouard Tezorini Azzo               | 1949-1952 |
| 3  | Mathieu Masaya                      | 1952-1955 |
| 4  | Antoine Maphaka                     | 1955-1957 |
| 5  | Léon Zangabi Neko                   | 1957-1959 |
| 6  | François Silu                       | 1959-1961 |
| 7  | Henri Ngina                         | 1961-1964 |
| 8  | Pierre Roger Bia-Kibasa Mayiza      | 1964-1965 |
| 9  | Clément Aponga Egbende Baba         | 1965-1967 |
| 10 | Franco Luambo                       | 1967-1969 |
| 11 | Pierre Moyowabo wa Sungumadi        | 1969-1970 |
| 12 | Franco Luambo                       | 1970-1973 |
| 13 | Simon Opango Ibombo Malamu ma Tongo | 1973-1975 |
| 14 | Jean-Jacques Kande Dzambulate       | 1975-1980 |
| 15 | Léonard Armand Makani Ntondo        | 1980-1982 |
| 16 | Gabriel Muaka Kiama Nsoki           | 1985      |
| 17 | Constant Ngandu Mulowayi            | 1992-1994 |
| 18 | Celé Lolango                        | 1995-1996 |
| 19 | Yusuf Mulla Ramazani,               | 2003-2005 |
| 20 | Eddy Malila                         | 2005      |
| 21 | Emmanuel Tshisekedi                 | 2007-2020 |
| 22 | Vicky Ndunga                        | 2020-2021 |
| 23 | Flory Mapamboli                     | 2021-     |

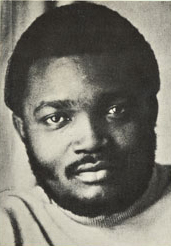
Franco Luambo, président du club en 1967-1969 et 1970-1973.

### Effectif professionnel actuel
Ce tableau liste l'effectif professionnel de l'AS Vita Club actuel pour la saison 2024-2025.

## Autres équipes

### Équipe réserve
L'équipe réserve de l'AS Vita club, connue de 2017 à nos jours comme l'AS PJSK, évolue au Parc Ujana, une enceinte de 1 527 places située à proximité du Stade Tata Raphaël à Kinshasa.
Cette équipe est un passage obligé pour les meilleurs éléments issus du centre de formation du club,.

### Équipes de jeunes
Depuis 2011, les équipes de jeunes sont présidées par Agnès Rubenga Bihango.

#### Équipe espoir
L'équipe U-21 de Vita a été créée en 2021 et évolue en EUFKIN-Kilimani D3 qui est la 6ème division nationale. Elle joue ses matchs à domicile au Stade de Kangala

#### Équipe junior
L'équipe U-17 de Vita vise à former des joueurs polyvalents, dont le talent permet d'appliquer au mieux les principes de jeu v clubiens : conservation du ballon, mobilité et jeu à une touche de balle. Le recrutement de la cinquantaine de pensionnaires se fait avant tout sur Kinshasa, puis sur le reste de l'Afrique.
En 2011, le centre de formation s'installe dans de nouveaux locaux situés dans le Centre sportif de Kimbondo.
Le club évolue en EPFJKIN. En 2021 Yves Bilu était à la tête du Staff technique.

### Équipe féminine
Dirigée par Bestine Kazadi, présidente du club omnisport, le comité de direction a officialisé avec tous les documents pour répondre aux exigences de la Confédération Africaine de Football en vue d’obtenir la licence de la CAF lors de l'édition 2023-2024, car il faudrait avoir les équipes à tous les niveaux.
Répondant aux questions de la presse le mardi 13 juin 2023 dans le bureau du club dans la commune de la Gombe à Kinshasa, le secrétaire général de l’AS Vita Club Patrick Banishay a confirmé l’achat de tous les droits qui revenaient au FCF Avenir club évoluant au CPFF-Kin, classé 4e lors de la saison 2022-2023,. Rodriguez Masimao est l'entraîneur de l'équipe.
| N° | Pos. | Nat | Nom                  |
| -- | ---- | --- | -------------------- |
|    |      |     | Tyty Mabela          |
|    |      |     | Mbudua Esanga        |
| 35 | GK   |     | Sephora Biboko Mbaki |
|    |      |     | Tabita Nsimba        |
| 22 | M    |     | Jenovie Makila       |
|    | DF   |     | Gloria Mbundua       |
|    | DF   |     | Marthe Kitulu        |
|    |      |     | Baposilwa Ngangwa    |
|    |      |     | Kibisila Ozena       |
|    |      |     | Tunga Sekula         |
| 23 |      |     | Gloria Esanga        |
| 11 |      |     | Bayiba Ngombi        |
|    |      |     | Misenga              |
| 20 |      |     | Dorcas Mampuya       |

## Culture populaire

### Rivalités
Le clásico congolais en français : « le classique congolais » oppose vita au TP Mazembe, l'autre grand club congolais. Cette rencontre entre deux des clubs les plus titrés du pays est un évènement en RDC,.
Le vita nourrit également une grande rivalité historique avec l'autre club important de la ville de Kinshasa, le DCMP Imana, avec lequel il dispute le derby kinois.

### Supporteurs
Les supporteurs du club ont joué un rôle dans le développement du club et l'affirmation de son identité.
Les supporteurs ont joué un rôle important pour que le trophée de la Ligue 1 2020-2021 soit restitué au club,,,. Ils soutiennent aussi leur rival éternel le DCMP Imana dans les compétitions internationales.
En RDC, environ un quart de la population se dit sympathisant du vita, ce qui en fait le deuxième club le plus soutenu du pays derrière le TP Mazembe.
L'affluence moyenne au Stade des Martyrs en championnat est comprise entre 20 000 et 50 000 spectateurs, soit entre 25 et 62,5% de la capacité maximale du stade. Il apparaît logiquement au cours de la dernière décennie que l'affluence dépend largement du pouvoir d'achat.
Lors des matchs prestigieux, en Coupe d'Afrique, l'affluence peut dépasser les 80 000 spectateurs, un seuil de capacité qu'il n'est possible de dépasser en Afrique qu'au Stade des Martyrs, le 50e plus grand stade du monde.
Le club compte parmi ses supporteurs le musicien Werrason. d'après RFI le club compte environ 15 millions de supporteurs dans le monde.

### Relations avec les médias
L'actualité de Vita Club est couverte généralement par tous les médias kinois.
le club a sa propre chaîne nommée V Club Télévision,